# Filipp Łokackow
Filipp Iwanowicz Łokackow (ros. Филипп Иванович Локацков, ur. 1881 w guberni ufijskiej, zm. 30 października 1937) – rosyjski działacz komunistyczny, radziecki działacz partyjny i gospodarczy.

## Życiorys
W 1904 wstąpił do SDPRR, był bolszewikiem, jednym z kierowników miejscowej organizacji komunistycznej i drużyny bojowej. Wziął udział w rewolucji 1905-1907, a w latach 1905-1906 i w 1912 roku był więziony i zesłany do guberni orenburskiej. Uczestniczył w rewolucji październikowej 1917 na Uralu, w latach 1917-1918 komisarz i zarządzający zakładami Simsko-Minjarskiego Okręgu Górniczego w guberni permskiej. Od czerwca do grudnia 1918 działał w bolszewickim podziemiu w Minjarze i w Ufie. Od grudnia 1918 przewodniczący Komitetu Miejskiego RKP(b) w Ufie, od stycznia 1919 członek ufijskiego gubernialnego komitetu rewolucyjnego, od marca 1919 wojenkom Wydziału Zaopatrzenia 5 Armii Frontu Wschodniego, uczestnik wojny domowej w Rosji. Od 5 lipca do 19 sierpnia 1919 członek Rady Wojskowo-Rewolucyjnej 5 Armii Frontu Wschodniego, od 19 sierpnia 1919 do 15 stycznia 1920 członek Rady Wojskowo-Rewolucyjnej 3 Armii Frontu Wschodniego, potem członek Rady 1 Rewolucyjnej Armii Pracy w Ufie. W 1921 pełnomocnik Ludowego Komisariatu Handlu Zagranicznego RFSRR na Syberii i szef trustu na Uralu, 1923-1924 przewodniczący Uralskiego Obwodowego Sownarchozu, od marca 1926 do kwietnia 1928 przewodniczący Komitetu Wykonawczego Uralskiej Rady Obwodowej. Od kwietnia 1928 do grudnia 1929 członek Prezydium Najwyższej Rady Gospodarki Narodowej ZSRR, szef Głównego Zarządu Metalurgii Kolorowej tej rady, od grudnia 1929 szef Zjednoczenia Leśnego Najwyższej Rady Gospodarki Narodowej RFSRR i III zastępca przewodniczącego tej rady. Od 19 grudnia 1927 do 26 czerwca 1930 zastępca członka KC WKP(b), 1932-1935 szef Gławlesdriewa Ludowego Komisariatu Przemysłu Leśnego RFSRR, 1936-1937 główny arbiter Ludowego Komisariatu Przemysłu Leśnego RFSRR.
2 lipca 1937 aresztowany, 29 października 1937 skazany na śmierć przez Wojskowe Kolegium Sądu Najwyższego ZSRR pod zarzutem udziału w kontrrewolucyjnej organizacji terrorystycznej i następnego dnia rozstrzelany. 16 lipca 1957 pośmiertnie zrehabilitowany.